# Менай
Менай (валл. Afon Menai — река Менай) — узкий мелководный пролив протяжённостью примерно в 14 морских миль (23 км), отделяющий остров Англси от Уэльса. Минимальная ширина пролива — 200 м, наименьшая глубина — 0,5 м. Пролив пересекают два моста: мост Британия и висячий мост через Менай.
Название происходит от main-aw или main-wy, и означает «узкая вода».
Как минимум два морских сражения произошли в водах пролива: согласно Кругу Земному викинг Гуттом Гунхильдсон победил здесь короля Дублина Эхмаркаха (либо его преемника Мурхада), соответственно в 1052 (либо в 1061) году. Согласно Саге об оркнейцах, в XII веке здесь произошло сражение, в котором отказался принять участие святой Магнус.
Приливные течения приносят в пролив много рыбы, что сделало пролив важным её источником. Восемь рыбных ловушек в проливе объявлены памятниками национального значения.